# یانگ مانی انترتینمنت

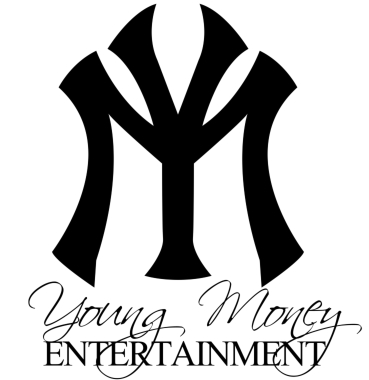
لوگو یانگ مانی اینترتینمنت

یانگ مانی اینترتینمنت کمپانی فعال در عرصه ضبط و عرضه موسیقی است که متعلق به رپر مشهور آمریکایی، لیل وین است. مدیریت فعلی این شرکت را، دوست صمیمی لیل وین، مک مین انجام می‌دهد. این شرکت تاکنون هشت آلبوم موسیقی‌ای را که توانستند رتبهٔ اول برتین آلبوم‌ها را کسب کنند - همچون جمعه صورتی و جمعه صورتی: نسخه جدید رومن از نیکی میناژ، هیچ چیز مثل قبل نبود، مراقبت و بعداً تشکر کن از دریک.
این شرکت در سال ۲۰۰۵ تأسیس شد و از زیر مجموعه شرکت‌های یونیورسال میوزیک گروپ است و محصولاتش توسط ریپابلیک ریکوردز منتشر می‌شوند.
- مشارکت‌کنندگان ویکی‌پدیا. «Young Money Entertainment». در دانشنامهٔ ویکی‌پدیای انگلیسی، بازبینی‌شده در ۷ اکتبر ۲۰۱۴.

## پیوند
- وبگاه رسمی